# Joncourt
Joncourt é uma comuna francesa na região administrativa de Altos da França, no departamento de Aisne. Estende-se por uma área de 7,25 km². Em 2010 a comuna tinha 311 habitantes (densidade: 42,9 hab./km²).